# ولی فالز، نیویورک
ولی فالز (به انگلیسی: Valley Falls) یک روستا در ایالات متحده آمریکا است که در شهرستان رنسلیر، نیویورک واقع شده‌است. ولی فالز ۱٫۲ کیلومتر مربع مساحت و ۴۶۶ نفر جمعیت دارد و ۱۰۲ متر بالاتر از سطح دریا واقع شده‌است.